# Хмонг-мјен језици
Хмонг-мјен или мјао-јао је назив језичке породице која обухвата језике који се претежно говоре на југу Кине, као и у неким суседним земљама Индокине.

## Подела
Ови језици се деле на две гране:
- 1. Хмонг или мјао
- 2. Мјен или јао

Језицима из групе хмонг говори око 5.000.000 људи, а најбројнији су:
- Цхуанкиандиан хмонг (1.150.000)
- Кијандонг хмонг (900.000)
- Кијангки хмонг (440.000)
- Плави хмонг (137.000)
- Бели хмонг (100.000)

Језицима из групе мјен говори око 1.130.000 људи.